# Flustrellidra filispina
Flustrellidra filispina is een mosdiertjessoort uit de familie van de Flustrellidridae. De wetenschappelijke naam van de soort is voor het eerst geldig gepubliceerd in 1971 door Mawatari.